# Protocole opératoire
Le protocole opératoire est l'ensemble des événements programmés et volontaires devant aboutir au parfait déroulement d'une expérience ou d'une opération particulière.
Le protocole opératoire comporte éventuellement des éléments liés à la sécurité, et ce, dans tous les domaines où il y a danger pour l'environnement immédiat ou bien les opérateurs.